# 1-十四烯
1-十四烯是一种有机化合物，化学式C14H28，存在于焦曲霉（Aspergillus ustus）、香莢蘭（Vanilla planifolia）等物种中。它在光照和Pd/BiOBr/BiVO4催化下，可以被乙醇还原为正十四烷。